# Macrocera nigropicea
Macrocera nigropicea är en tvåvingeart som beskrevs av Lundstroem 1906. Macrocera nigropicea ingår i släktet Macrocera och familjen platthornsmyggor. Arten har ej påträffats i Sverige. Inga underarter finns listade i Catalogue of Life.